# Quits (film 1915 Van)
Quits è un cortometraggio muto del 1915 interpretato e diretto da Wally Van. Prodotto dalla Vitagraph, il film venne distribuito dalla General Film Company.

## Produzione
Il film fu prodotto dalla Vitagraph Company of America.

## Distribuzione
Distribuito dalla General Film Company, il film - un cortometraggio in una bobina - uscì nelle sale cinematografiche statunitensi il 18 ottobre 1915.